# Bendigo

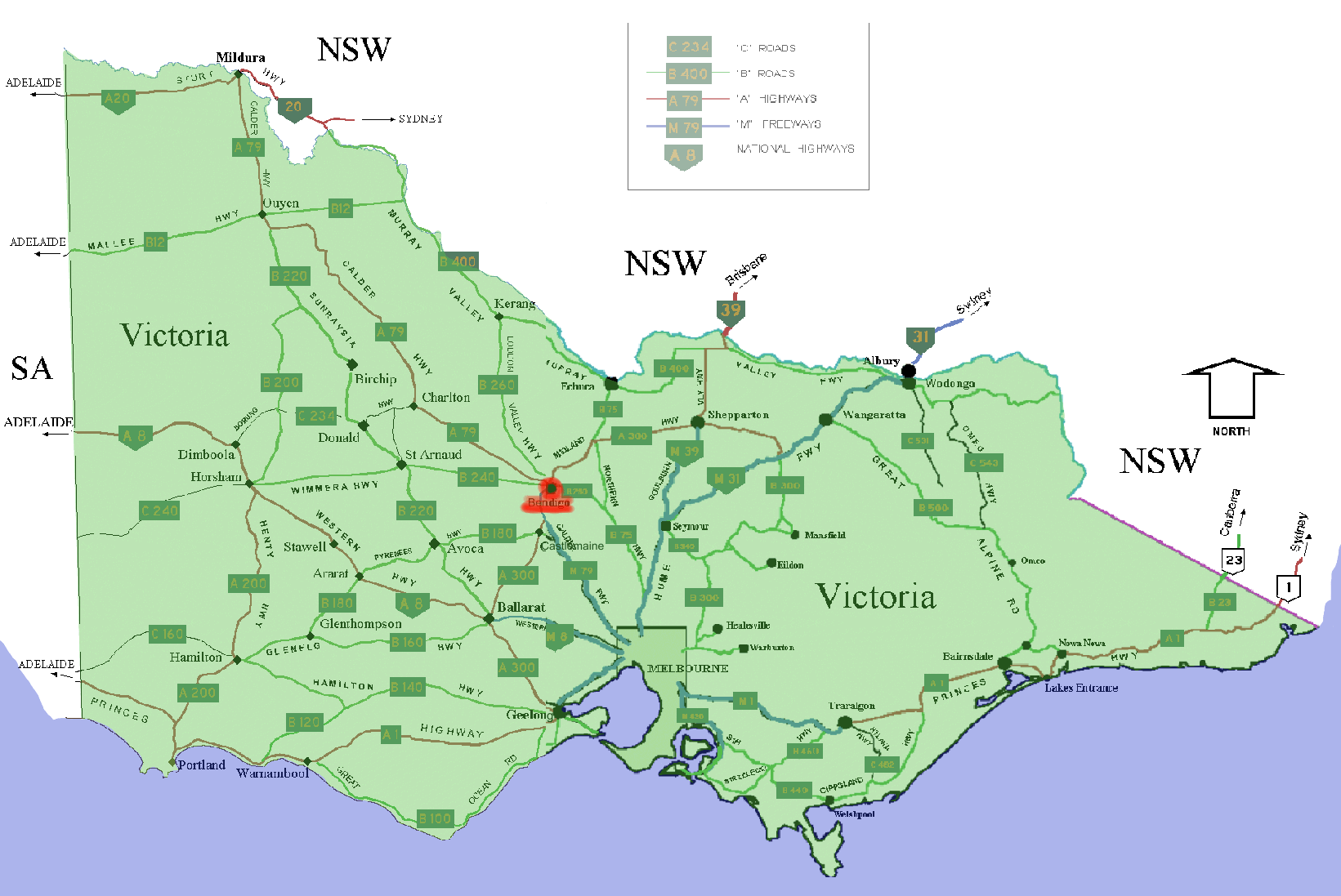
Localização de Bendigo (em vermelho) no estado de Vitória

Bendigo é uma cidade australiana localizada no estado de Vitória. Possui uma área de 165 quilômetros quadrados e, segundo censo de 2016, havia 92 384 habitantes. Por ela passa uma linha de trem e há um aeroporto.

## Clima
Bendigo tem um clima clima temperado. De acordo com a classificação climática de Köppen-Geiger, encontra-se em uma zona climática de transição clima subtropical/clima semiárido (Cfa/BSk).